# Соса, Диего Алехандро
Диего Алехандро Соса (исп. Diego Alejandro Sosa; род. 28 июля 1997, Буэнос-Айрес) — аргентинский футболист защитник клуба «Пеньяроль».

## Клубная карьера
Соса — воспитанник клуба «Тигре». В 2016 году в матче против «Ньюэллс Олд Бойз» он дебютировал в аргентинской Примере. 3 декабря в поединке против «Альдосиви» Диего забил свой первый гол за «Тигре». Летом 2017 года Соса был арендован чилийским «Унион Эспаньола». В матче против «Сан-Луис Кильота» он дебютировал в чилийской Примере. По окончании аренды игрок вернулся в «Тигре». 
В 2023 года Соса был арендован уругвайским «Расингом». 11 февраля в матче против «Депортиво Мальдонадо» он дебютировал в уругвайской Примере. 22 июля в поединке против «Депортиво Мальдонадо» Диего забил свой первый гол за «Расинг».
В начале 2024 года Соса на правах аренды перешёл в «Пеньяроль». 25 февраля в матче против «Мирамар Мисьонес» он дебютировал за новую команду. 